# Górale Nowy Targ
Klub Sportowy Górale Nowy Targ – polski męski klub unihokejowy z siedzibą w Nowym Targu, założony w 1999 roku, 8-krotny Mistrz Polski. Aktualnie jedna z największych i najprężniej działających drużyn unihokejowych w Polsce. Idąc śladem seniorów, juniorskie zaplecze drużyny, również w sezonach 2011/11 oraz 2011/12 wywalczyło miano mistrzów kraju. Górale są drugim najbardziej utytułowanym klubem w Polsce.

## Sukcesy

### Krajowe
Ekstraliga polska w unihokeju mężczyzn
- 1.miejsce( 8 x ): 2010/11, 2011/2012, 2012/13, 2014/15, 2015/16, 2017/2018, 2018/19[2], 2019/2020,
- 2.miejsce( 7 x ): 2004/05, 2005/06, 2006/07, 2007/08, 2008/09, 2009/10, 2016/17
- 3.miejsce( 3 x ): 2001/02, 2003/04, 2013/14

Juniorzy Starsi
- 1.miejsce (2 x ): 2010/11, 2011/12

Juniorzy Młodsi
- 2.miejsce( 1 x ): 2008/09

Młodzicy
- 2.miejsce( 2 x ): 2009/10, 2010/11
- 3.miejsce( 1 x ): 2006/07

### Międzynarodowe
Puchar EuroFloorball
- 5. miejsce – 2011

## Historyczne nazwy
| Rok         | Nazwa                     |
| ----------- | ------------------------- |
| 1999 – 2009 | KS Górale Nowy Targ       |
| 2009 – 2010 | KS X3M Górale Nowy Targ   |
| 2010 – 2014 | KS Madex Górale Nowy Targ |
| 2014 –      | KS Górale Nowy Targ       |

## Składy

### Skład w sezonie 2014/15
| Nr        | Imię i nazwisko   | Rok       |
| Bramkarze | Bramkarze         | Bramkarze |
| --------- | ----------------- | --------- |
|           | Jakub Pawlik      |           |
|           | Wojciech Komperda |           |

| Nr      | Imię i nazwisko    | Rok     |
| Obrońcy | Obrońcy            | Obrońcy |
| ------- | ------------------ | ------- |
|         | Bartosz Gotkiewicz |         |
|         | Daniel Garb        |         |
|         | Łukasz Widurski    |         |
|         | Maciej Tylka       |         |
|         | Mateusz Turwoń     |         |
|         | Mateusz Smarduch   |         |
|         | Karol Subik        |         |
|         | Daniel Widurski    |         |

| Nr         | Imię i nazwisko     | Rok        |
| Napastnicy | Napastnicy          | Napastnicy |
| ---------- | ------------------- | ---------- |
|            | Piotr Kostela       |            |
|            | Artur Tylka         |            |
|            | Tomasz Brzana       |            |
|            | Michał Fryźlewicz   |            |
|            | Michał Leja         |            |
|            | Karol Pelczarski    |            |
|            | Dominik Siaśkiewicz |            |
|            | Jakub Korczak       |            |
|            | Krzysztof Sulka     |            |
|            | Damian Tomasik      |            |
|            | Konrad Stypuła      |            |
|            | Mariusz Sąder       |            |
|            | Patryk Wronka       |            |

### Skład w sezonie 2011/12
| Nr        | Imię i nazwisko | Rok       |
| Bramkarze | Bramkarze       | Bramkarze |
| --------- | --------------- | --------- |
|           | Patryk Brzana   |           |
|           | Jakub Pawlik    |           |

| Nr      | Imię i nazwisko        | Rok     |
| Obrońcy | Obrońcy                | Obrońcy |
| ------- | ---------------------- | ------- |
|         | Tomasz Cholewa         |         |
|         | Bartosz Gotkiewicz (C) |         |
|         | Łukasz Widurski        |         |
|         | Kamil Barszczewski     |         |
|         | Mateusz Turwoń         |         |
|         | Marcin Dzioboń         |         |
|         | Karol Subik            |         |

| Nr         | Imię i nazwisko     | Rok        |
| Napastnicy | Napastnicy          | Napastnicy |
| ---------- | ------------------- | ---------- |
|            | Artur Tylka         |            |
|            | Tomasz Brzana       |            |
|            | Michał Fryźlewicz   |            |
|            | Patryk Wronka       |            |
|            | Mateusz Podraza     |            |
|            | Dominik Siaśkiewicz |            |
|            | Stanisław Żuk       |            |
|            | Damian Krugiołka    |            |
|            | Łukasz Bryniarski   |            |
|            | Piotr Kostela       |            |
|            | Mariusz Sąder       |            |
|            | Damian Krugiołka    |            |